# Foglia (fiume)
Il (o la) Foglia è un fiume che nasce in Toscana e che attraversa poi la provincia di Pesaro e Urbino nelle Marche, giungendo fino a Pesaro, dove sfocia nel mare Adriatico.

## Nome e storia

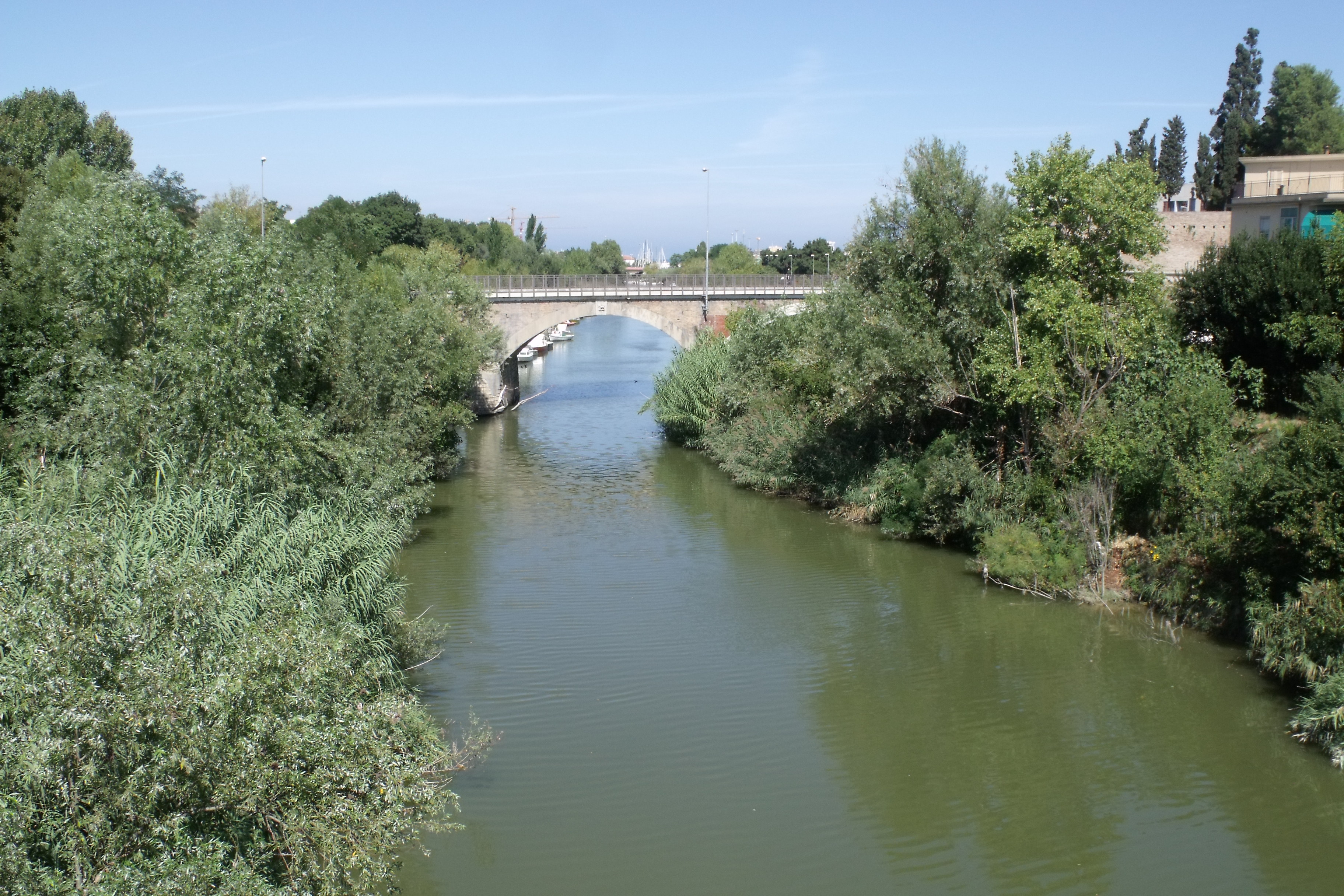
Il fiume Foglia a Pesaro

Il suo nome latino era Isaurus (idronimo rimasto ancora oggi nella denominazione della località Belforte all'Isauro), così citato dal poeta latino Lucano. Può aver dato il nome anche alla città di Pesaro (latino Pisaurum), situata alla sua foce. Per alcuni linguisti i nomi dei corsi d'acqua con radice "is" risalirebbero alla lingua delle prime ondate di Indoeuropei che giunsero in Europa e il fonema avrebbe il significato di "rapido", come appunto l'acqua che scorre. Tale idronimo potrebbe essere arrivato a Pesaro con i Celti. Altri esempi in Italia i fiumi Isarco, in latino "Isarus", e Isonzo. Esempi in Europa il fiume Isère nella Francia sudorientale (in latino Isara) e il fiume Isar vicino a Monaco di Baviera.
Anticamente il Foglia segnava il confine settentrionale del territorio occupato dai Piceni. Per altri studiosi i Piceni veri e propri si sarebbero fermati all'Esino, mentre il fiume Foglia attraversava il territorio dei Piceni settentrionali, una popolazione ancora difficile da inquadrare.

## Percorso
Esso nasce in Toscana, in provincia di Arezzo, dalle pendici dell'Alpe della Luna (Monte Sovara, 1003 m slm) nel comune di Badia Tedalda, ai confini con il Montefeltro. La sorgente si trova nei pressi del centro abbandonato di Monte Fortino, uno dei feudi dei conti di Montedoglio e poi dagli abati della Badia Tedalda dal 1277.
I principali centri lambiti dal corso d'acqua sono: S. Andrea di Badia Tedalda, Sestino, Belforte all'Isauro, Piandimeleto, Lunano, Sassocorvaro (dove una diga forma artificialmente il lago di Mercatale), Auditore, Montecalvo in Foglia,
Urbino,
Vallefoglia, Montelabbate, Borgo Santa Maria e, presso la foce, Pesaro.

## Voci correlate

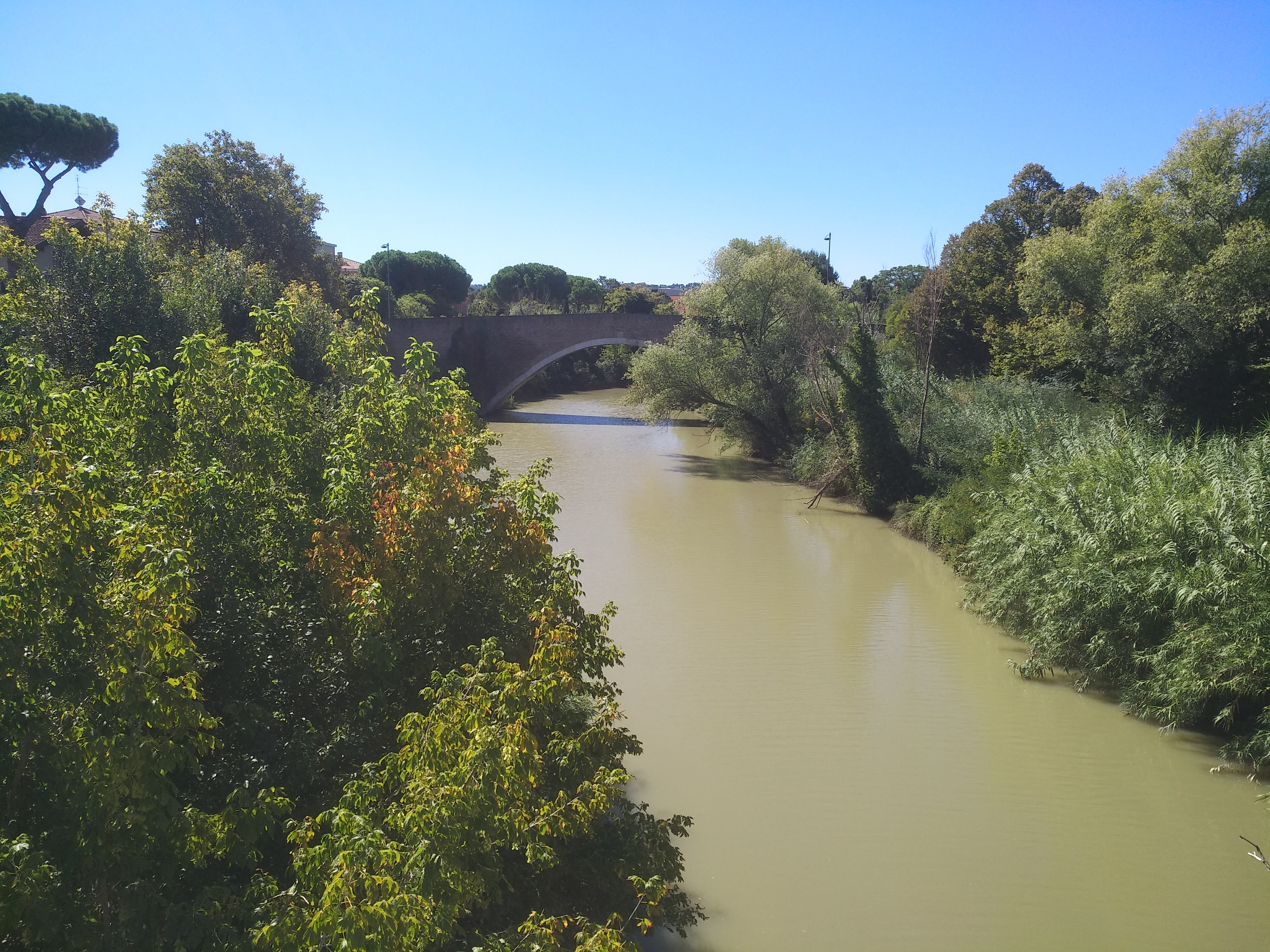
Il ponte vecchio sul fiume Foglia